# 1817 год в театре
1817 год в театре

## События

### Постановки
- 25 января — в Риме, на сцене театра «Валли» состоялась премьера оперы Джоаккино Россини на либретто Якопо Ферретти «Золушка, или Торжество добродетели». Композитор написал партитуру всего за 24 дня.
- 31 января — в Вене, в театре «Ан дер Вин» состоялась премьера драмы Франца Грильпарцера «Праматерь[нем.]».
- 31 мая — в Милане, на сцене театра «Ла Скала» состоялась премьера оперы Джоаккино Россини на либретто Джованни Герардини «Сорока-воровка».
- 11 ноября — в Милане, на сцене театра «Ла Скала» состоялась премьера оперы Джоаккино Россини на либретто Джованни Герардини «Армида».
- В Милане, на сцене театра «Ла Скала» состоялась премьера оперы Петера фон Винтера на либретто Феличе Романи «Магомет[англ.]», наиболее известной оперы композитора.
- Париж — премьеры комедий Пикара в королевском театре «Одеон»: «Капитан Белронд» (4 марта), «Одно утро из жизни Генриха IV» (17 мая), «Воглаз, или Старые друзья» (28 августа), «Дом разыгрывается в лотерею» (8 декабря; совместно с Жан-Батистом Раде).
- Лондон — премьеры пьес Джорджа Соуна[англ.] «Богемец», «Водопад Клайда» и «Дочь владельца гостиницы» (театр «Друри-Лейн»).

## Деятели театра

### Родились
- 11 мая, Неаполь — итальянская балерина Фанни Черрито.
- 17 [29] сентября, Москва — русский философ и драматург Александр Сухово-Кобылин.